# Becfilós oriental
El becfilós oriental (Dasyornis brachypterus) és un ocell de la família dels dasiornítids (Dasyornithidae).

## Hàbitat i distribució
Habita la espesa vegetació baixa, localment a la costa sud-est de Queensland al Districte McPherson, est de Nova Gal·les del Sud i l'extrem oriental de Victòria.